# Legion Condor (Film)
Legion Condor ist ein unvollendet gebliebener Dokumentar-Spielfilm im Sinne der NS-Propaganda. Er glorifiziert die Soldaten der „Legion Condor“, die im Spanischen Bürgerkrieg 1936–1939 Francos Truppen ausbildeten und auf ihrer Seite gegen den „Weltfeind“ Bolschewismus kämpften. Die Dreharbeiten wurden wegen des deutschen Überfalls auf Polen am 1. September 1939 abgebrochen.
Es handelt sich heute um einen Vorbehaltsfilm der Friedrich-Wilhelm-Murnau-Stiftung. Er gehört damit zum Bestand der Stiftung, ist nicht für den Vertrieb freigegeben, und darf nur mit Zustimmung und unter Bedingungen der Stiftung gezeigt werden.

## Handlung
Der Film stellt eine Spielfilm-Variante des NS-Dokumentarfilms Im Kampf gegen den Weltfeind dar. In glorifizierender Weise wird der Einsatz der Legion Condor u. a. bei der Bombardierung der Stadt Guernica im Spanischen Bürgerkrieg gezeigt.

## Entstehung
Legion Condor ist einer von 21 Propaganda-Filmen, zu denen Hermann Göring 1939 den Anstoß an die UFA gab. Die Dreharbeiten begannen am 9. August 1939 in Babelsberg. Sie mussten jedoch wegen des Überfalls auf Polen bereits am 25. August 1939 ausgesetzt werden.
Außerdem wäre der Film aufgrund der neugestalteten Beziehungen zwischen Deutschland und der Sowjetunion (Hitler-Stalin-Pakt) in dieser Phase nicht einsetzbar gewesen. Für die produzierende UFA bedeutete die Nichtfertigstellung von Legion Condor einen Verlust von etwa 5,5 Millionen Reichsmark.  Allerdings war laut UFA-Vorstandprotokoll von 2. August 1939 das Film-Budget RM 916.000 und im Protokoll vom 22. August 1939 wurde vermerkt, dass „bisher ca RM 400,000- für das Vorhaben aufgewendet worden“ seien. Drei Tage später wurden die Dreharbeiten ausgesetzt.

## Kritik
Der Film glorifiziert den „Geist der Frontflieger“, der den Soldaten der neuen Luftwaffe eingehämmert wurde. Die Erlebnisse der Offiziere fließen beiläufig ein. Joseph Goebbels schrieb über den Film in sein Tagebuch: „Ritters Legion Condor, 2 Akte. Sehr gut geworden. Leider aber wegen der stark antibolschewistischen Tendenz augenblicklich nicht zu gebrauchen.“ Nach Ende des Zweiten Weltkrieges wurde der Film wegen der in ihm enthaltenen Kriegspropaganda als Vorbehaltsfilm eingestuft. Seine öffentliche Aufführung ist seitdem nur eingeschränkt möglich.